# 具滋成
具滋成（韓語：구자성，1992年09月22日—），韓國男演員。

## 影視作品

### 劇集
| 年份 | 播放平台 | 劇名                    | 角色   | 備註 |
| 2017 | NAVER    | 《The Blue Sea》        | 成基洙 | 配角 |
| 2018 | JTBC     | 《謎霧》                | 郭啟碩 | 配角 |
| 2019 | SBS      | 《初次見面我愛你》      | 奇大周 | 主演 |
| 2020 | JTBC     | 《我們，愛過嗎》        | 吳硯祐 | 主演 |
| 2021 | KBS2     | 《Drama Special—Siren》 | 朴東奎 | 配角 |
| 2022 | IHQ      | 《Sponsor》             | 玄昇勳 | 主演 |
| 2025 | MBC      | 《加州汽車旅館》        | 車承彥 | 配角 |

## 外部連結
- 官方网站
- 具滋成的Instagram帳戶
- 具滋成在NAVER上的资料
- 具滋成在Daum上的资料
- 具滋成在互联网电影资料库（IMDb）上的資料（英文）
- 具滋成在HanCinema的頁面（英文）